# Jacinto Bienvenido Peynado
Jacinto Daniel Bienvenido Peynado Garrigosa (* 4. Oktober 1867 in Puerto Plata; † 7. März 1940 in Santo Domingo) war ein dominikanischer Politiker und Präsident der Dominikanischen Republik.

## Biografie
Nach dem Studium der Rechtswissenschaften war er als Professor an den Lehrstuhl für Zivilrecht an die Universität Santo Domingo berufen. Zwischen Dezember 1914 und Mai 1916 gehörte er der Regierung von Präsident Juan Isidro Jiménez als Minister für Justiz und öffentlichen Unterricht (Ministro de Justicia e Instrucción Pública) an. 1922 war er Namensgeber des Hughes-Peynado-Plans, der die Beendigung der Besatzung durch die USA vorsah. Zwischen 1931 und 1934 war er zunächst Kriegsminister (Ministro de Guerra) sowie Monate Innen- und Polizeiminister (Ministro de Interior y Policia). Als solcher war er nach dem Amtsverzicht von Rafael Estrella Ureña vom 21. April bis zum 3. Juni 1930 vorübergehend amtierender Präsident.
Bei der Präsidentschaftswahl 1934, die die Wiederwahl von Rafael Leónidas Trujillo Molina ohne Gegenkandidaten zum Ergebnis hatte, wurde er dessen Vizepräsident. In dieser Funktion war er vom 1. November 1935 bis zum 1. Februar 1936 erneut amtierender Präsident. Zur Präsidentschaftswahl am 28. Februar 1938 benannte ihn Trujillo zu seinem Nachfolger und erhielt bei der Wahl ohne Gegenkandidaten 319.680 Wählerstimmen. Am 18. Juni 1938 erfolgte seine Vereidigung zusammen mit Vizepräsident Manuel de Jesús Troncoso de la Concha. Grund für den nominellen Machtverzicht von Trujillo war der internationale Protest gegen die 1937 von Trujillo veranlasste Ermordung von 20.000 bis 30.000 haitianischen Zuckerrohrarbeitern. Tatsächlich behielt Trujillo jedoch die eigentliche Macht in seinen Händen. Während seiner Amtszeit wurde am 31. Mai 1939 ein Gesetz zur Neuordnung der Verwaltungsgliederung verabschiedet, das die Schaffung von drei neuen Provinzen vorsah: Benefactor, Libertador und Monseñor. Zugleich wurde eine Einteilung der Bevölkerung nach Einwohnerzahlen vorgenommen: Danach waren Großstädte (Ciudades) Gemeinden mit mehr als 10.000 Einwohnern, Städte (Villas) solche, die Hauptorte von Regionen waren oder mehr als 1.000 Einwohner zählten und schließlich Kleinstädte (Poblados) alle Ortschaften mit weniger als 1.000 Einwohnern.
Als Peynado am 7. März 1940 in einem Krankenhaus in Santo Domingo verstarb, wurde Vizepräsident Troncoso fünf Tage später, am 12. März 1940, zu seinem Nachfolger, vereidigt. Seine Tochter war mit Aníbal Julio Trujillo Molina, einem Bruder der beiden Präsidenten Rafael Leónidas Trujillo Molina und Hector Bienvenido Trujillo Molina, verheiratet. Darüber hinaus war sein Halbbruder mit der Tochter des früheren Präsidenten Ignacio María González verheiratet.